# Elecciones legislativas de Costa Rica de 1915
Las elecciones legislativas de medio período del Congreso Constitucional de Costa Rica se realizaron el 5 de diciembre de 1915 como previsto en la Constitución de 1871. El Partido Republicano del entonces presidente Alfredo González Flores fue el gran vencedor. Serían las últimas elecciones legislativas antes del golpe de Estado de 1917 perpetrado por Federico Tinoco.